# Złącze światłowodowe

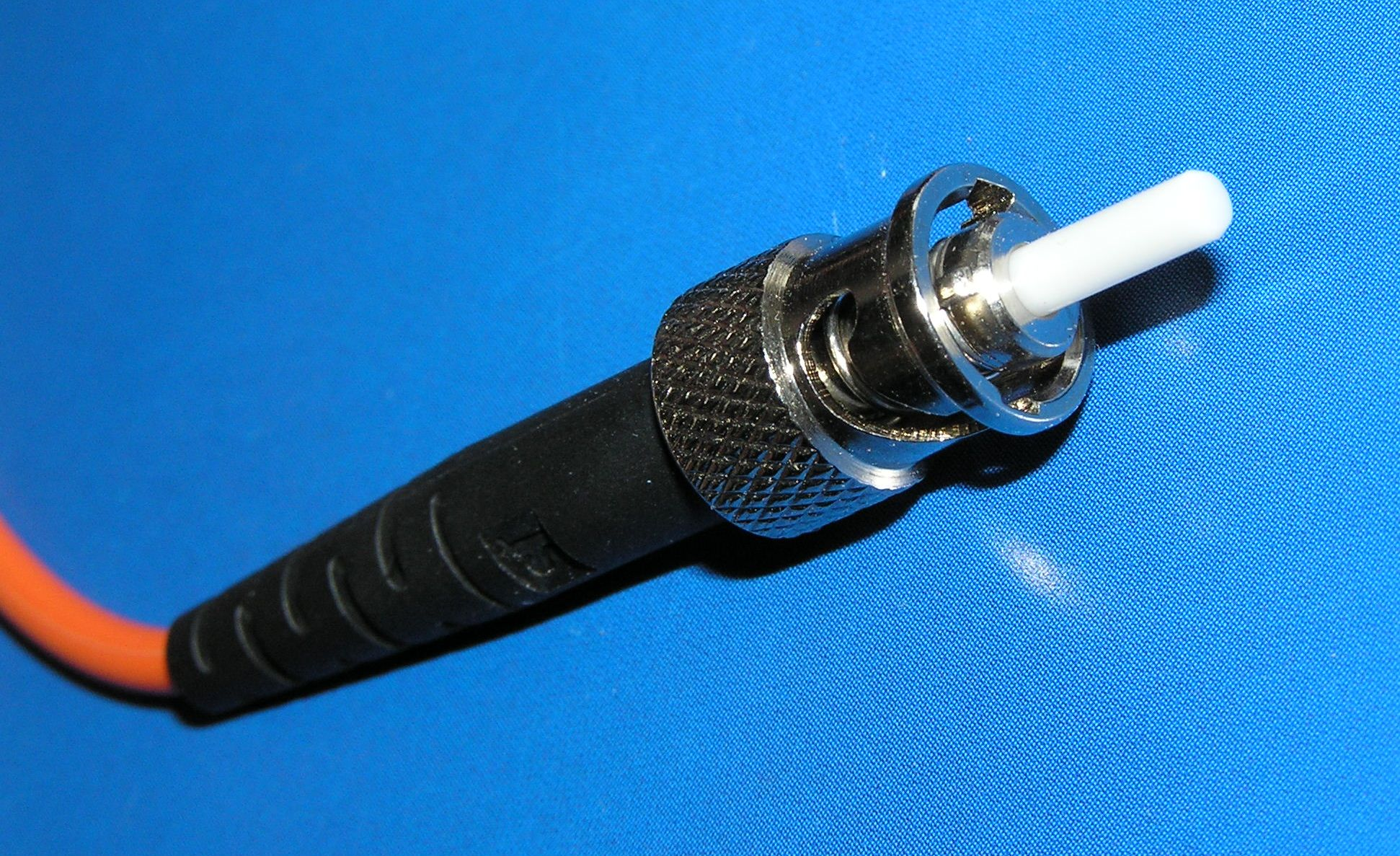
Wtyczka wielomodowego światłowodu w standardzie ST

Złącze światłowodowe to stałe lub rozłączalne połączenie dwóch światłowodów.
Złącza światłowodowe rozłączne – złączki do wielokrotnego łączenia światłowodów. Typowa złączka łączy jedno lub dwa włókna światłowodowe. Podstawową cechą złączki jest możliwość wielokrotnego łączenia i rozłączania światłowodów za pomocą gniazd i wtyków (w odróżnieniu od połączeń spawanych). 
Złącza światłowodowe można podzielić ogólnie na:
- Złącza stałe – powstałe przez spawanie lub klejenie końcówek światłowodu. Połączone w takich złączach światłowody nie można rozdzielić bez zniszczenia struktury złącza.
- Złącza rozłączalne – powstałe przez zbliżenie końcówek światłowodu i odpowiednie ich pozycjonowanie za pomocą układu mechanicznego (obudowy)

Najpopularniejsze złącza to (w kolejności historycznej):
- ST (z kołnierzem bagnetowym, ang. Straight Tip),
- FC (z korpusem gwintowanym, ang. Ferrule Connector),
- SC (o przekroju prostokątnym, ang. Standard Connector),
- LC (Little Connector).

Złącze SC stosowane jest w wielu urządzeniach aktywnych, takich jak media czy wideo konwertery, gwarantując szybką i łatwą realizację przyłączenia. Złącza FC posiadają gwintowany korpus zapewni niewielki w porównaniu z innymi rozmiar. Główną zaletą złączy LC są małe wymiary złączy dzięki czemu mogą być wykorzystywane w miejscach o dużym zagęszczeniu pół przełączeniowych. Dodatkowo posiadają system blokady zatrzaskowej zabezpieczający przed przypadkowym wyciągnięciem złącza.
Każdy typ złącza występuje w dwóch rodzajach: UPC (ang. Ultra Physical Contact) oraz APC (ang. Angled Physical Contact). Różnica tych rodzajów złącz polega na spolerowaniu czoła ferruli złącza. W przypadku UPC jest ono płaskie, w APC czoło złącza polerowane jest pod kątem 8 stopni. Dzięki temu, zachodzące przy przejściu światła przez granicę ośrodków zjawisko reflektancji (odbite od granicy ośrodka światło wraca do nadajnika tłumiąc użyteczny sygnał), ma mniejszy wpływ na całkowite tłumienie złącza. Ze względu na ryzyko uszkodzenia nie można ze sobą parować złącza APC i UPC.
Media konwertery z reguły posiadają złącza SC, a moduły SFP, ze względu na swoje rozmiary, złącza LC.

## Typy stosowanych złaczy ze względu na rodzaj światłowodów
Złącza stosowane dla włókien jednomodowych:
- ST/UPC,
- SC/UPC,
- SC/APC 8,
- FC/UPC,
- FC/APC 8,
- LC/UPC,
- LC/APC 8,
- E2000/UPC,
- E2000/APC,
- MU/UPC,
- MU/APC,
- DIN/UPC,
- DIN/APC 8,
- MTRJ.

Złącza stosowane dla włókien wielomodowych:
- ST/PC
- SC/PC
- FC/PC
- LC/PC
- E2000/PC
- MTRJ
- MU
- DIN